# Daniel Hurley
Daniel Eugene Hurley AM (* 21. April 1940 in Orroroo) ist ein australischer Geistlicher und emeritierter römisch-katholischer Bischof von Darwin.

## Leben
Der Bischof von Port Pirie, Bryan Gallagher, weihte ihn am 27. Juni 1964 zum Priester.
Papst Johannes Paul II. ernannte ihn am 27. November 1998 zum Bischof von Port Pirie. Die Bischofsweihe spendete ihm der Erzbischof von Adelaide, Leonard Faulkner, am 12. Februar 1999; Mitkonsekratoren waren Noel Desmond Daly, Bischof von Sandhurst, und Edmund Collins MSC, Bischof von Darwin.
Am 3. Juli 2007 wurde er zum Bischof von Darwin ernannt und am 29. August desselben Jahres in das Amt eingeführt.
Papst Franziskus nahm am 27. Juni 2018 seinen altersbedingten Rücktritt an.